# Las Toscas (Lincoln)
Las Toscas es una localidad del partido de Lincoln, provincia de Buenos Aires, Argentina.
En diciembre de 1904 fue habilitada la estación ferroviaria y en sus alrededores se fue conformando la localidad.

## Acceso
Se accede por un camino pavimentado desde las ciudades de Carlos Casares y Lincoln a través de la ruta provincial 50 hasta el acceso por la ruta provincial 70 y luego por un camino ripiado (17 km). También se puede acceder por esta última ruta, desde la ciudad de Carlos Tejedor.

## Distancias
- Carlos Casares 76 km
- Lincoln 79 km
- Carlos Tejedor 58 km

## Población
Cuenta con 485 habitantes (Indec, 2010), lo que representa un incremento del 3% frente a los 470 habitantes (Indec, 2001) del censo anterior.
| Gráfica de evolución demográfica de Las Toscas entre 1991 y 2010 |
|                                                                  |
| Fuente: Censos nacionales del INDEC                              |